# Cornaceae
Cornaceae é uma família de plantas angiospérmicas (plantas com flor - divisão Magnoliophyta), pertencente à ordem Cornales.
A ordem à qual pertence esta família está por sua vez incluida na classe Magnoliopsida (Dicotiledóneas): desenvolvem portanto embriões com dois ou mais cotilédones.
A sistemática da Cornaceae tem sido notavelmente conturbada e controversa, muitos gêneros foram adicionados e retirados ao longo do tempo. Um pesquisador a chamou de "lixeira".) A Filogenética molecular tem esclarecido o parentesco de alguns gêneros associados, de modo que pelo menos nove gêneros que estava anteriormente incluídos na Cornaceae foram inteiramente eliminados da ordem Cornales, mas a circunscrição da família Cornaceae ainda é incerta. O Angiosperm Phylogeny Group geralmente define Cornaceae como compreendendo os gêneros Cornus e Alangium bem como cinco géneros frequentemente separados na família Nyssaceae. No entanto, muitos desses gêneros são, por vezes, se separaram em suas próprias famílias (por exemplo, Alangiaceae) e o uso permanece inconsistente.

## Gêneros
- Alangium
- Camptotheca
- Chamaepericlymenum
- Cornus
- Davidia
- Diplopanax
- Griselinia
- Kaliphora
- Mastixia
- Nyssa
- Swida
- Toricellia